# Gessica Notaro
Gessica Notaro (Rimini, 27 dicembre 1989) è un'attivista italiana, divenuta personaggio pubblico in seguito allo sfregio al volto con l'acido compiuto dall'ex fidanzato nel 2017. Da quell'esperienza ha iniziato un'opera di testimonianza e di impegno nella campagna di sensibilizzazione e di contrasto alle violenze di genere.

## Biografia

### Inizi
Figlia di padre calabrese e madre argentina, nasce e cresce a Rimini e ha due fratelli. A 17 anni ha partecipato al concorso di Miss Italia 2007, dopo essere stata eletta Miss Romagna. Non è riuscita a vincere e si è avvicinata al mondo dello spettacolo partecipando ad alcuni programmi televisivi come Quelli che il calcio e Ciao Darwin.
Nel 2011 ha partecipato alla decima edizione del talent show Amici di Maria De Filippi come concorrente nella categoria canto, ma non è riuscita ad accedere al serale. Si è dedicata quindi agli animali, la sua passione, diventando addestratrice di delfini al Delfinario di Rimini. Nello stesso tempo ha suonato nel gruppo Del Barrio e, grazie al produttore Mauro Catalini, ha registrato anche un album in cui reinterpreta in versione latino americana alcuni brani famosi. Nel 2016 è uscito il primo disco, Hello, basato sulla canzone di Adele.

### L'aggressione
Il 10 gennaio 2017 è stata aggredita sotto casa sua a Rimini dall'ex fidanzato Edson Tavares. La coppia si era conosciuta sul luogo di lavoro ma l'uomo presto aveva iniziato a mostrare la sua indole violenta e Gessica lo aveva quindi lasciato e denunciato.
L'aggressore è stato condannato in primo grado a 18 anni di reclusione, ridotti a 15 anni in appello. A causa dell'aggressione, Gessica ha dovuto sostenere diversi interventi chirurgici e ha perso la vista da un occhio.

### Attività successive
In seguito all'aggressione, Gessica Notaro è diventata un'attiva testimonial contro ogni violenza di genere, apparendo in programmi televisivi e su testate giornalistiche anche internazionali, come la britannica BBC, per portare avanti una campagna di sensibilizzazione sul problema della violenza alle donne, prendendo come spunto le proprie vicissitudini personali.
Nel 2017 ha pubblicato l'album Gracias a la vida. Nel 2018 è stata concorrente di Ballando con le stelle, in coppia con il maestro Stefano Oradei. Ha partecipato fuori concorso ad una serata del Festival di Sanremo 2020 dove ha cantato in coppia con Antonio Maggio.

### Vita privata
Gessica Notaro si è sposata il 18 settembre 2023 con Filippo Bologni a Venaria Reale. Si professa cattolica.

## Riconoscimenti
Nel 2017 è stata nominata Cavaliere dell'Ordine al merito della Repubblica italiana "per il coraggio e la determinazione con cui offre la propria testimonianza di vittima e il suo impegno nell'ambito della sensibilizzazione sul tema del contrasto alle violenze di genere".
Inoltre nel 2018 è diventata messaggero di pace Funvic Europa.

## Programmi televisivi
- Miss Italia (Rai 1, 2007) - concorrente
- Amici di Maria De Filippi (Canale 5, 2011) - concorrente
- Ballando con le stelle (Rai 1, 2018) - concorrente